# 傑瑟普堡 (路易斯安那州)
傑瑟普堡（英語：Fort Jesup）是位於美國路易斯安那州沙賓堂區的一個普查規定居民點。

## 人口
根據2020年美國人口普查的數據，傑瑟普堡的面積為0.21平方千米，當中陸地面積為0.21平方千米，而水域面積為0.00平方千米。當地共有人口305人，而人口密度為每平方千米1,452.38人。